# Veliki vranac
Veliki vranac (lat. Phalacrocorax carbo) (Veliki kormoran, kormoran) jedna je od najraširenijih vrsta u porodici kormorana (Phalacrocoracidae). Gnijezda najčešće svija na stjenovitim obalskim područjima ili plažama uz more ili jezera. Na takvim mjestima se i odmara.

## Opis
Veliki vranac može težiti od 1 i pol do 5,3 kg (prosječna težina iznosi od 2,6 do 3,7 kg) te doseći dužinu od 70 do 120 cm. Raspon krila može doseći od 121 do 160 cm. Oko očiju i kljuna nalazi se mrlja žute boje koja, obično u vrijeme sezone parenja, postaje bijela. Živi u Starom svijetu koji uključuje Europu, Aziju i Afriku, Australiji te na obalama Atlantskog oceana. Veliki vranci koji žive na sjeveru sele se na jug te ondje provode zimu.

## Razmnožavanje
U gnijezdo ženka polaže 3 ili 4 jaja.

## Vanjske poveznice
|  | Zajednički poslužitelj ima stranicu o temi Phalacrocorax carbo    |
|  | Zajednički poslužitelj ima još gradiva o temi Phalacrocorax carbo |
|  | Wikivrste imaju podatke o taksonu Phalacrocorax carbo             |